# تپه ملک وجینک
تپه ملک وجینک مربوط به دوران‌های تاریخی پس از اسلام است و در شهرستان قزوین، روستای کارندچال واقع شده و این اثر در تاریخ ۳ بهمن ۱۳۷۹ با شمارهٔ ثبت ۳۰۱۹ به‌عنوان یکی از آثار ملی ایران به ثبت رسیده است.